# The Invisible Girls
The Invisible Girls — британская рок-группа, основаная в Солфорде в 1978 году. Ядром группы являлись продюсер Joy Division и New Order Мартин Хэннет и клавишник Стив Хопкинс.

## История
Дебютный альбом группы был выпущен в 1978 году под названием «Disguise in love». Второй альбом «Snap, Crackle & Bop» вышел в 1980 году.

## Состав
- Мартин Хэннет — бас-гитара
- Стив Хопкинс — клавиши
- Пол Бургесс — барабанщик
- Лин Оакли — гитарист

## Дискография

### Альбомы
- Disguise in Love[англ.] (1978)
- Snap, Crackle & Bop[англ.] (1980)
- Pauline Murray and The Invisible Girls[англ.] (1980)
- Zip Style Method[англ.] (1982)
- Martin Hannett and Steve Hopkins: The Invisible Girls (2015)

### Синглы
- Dream Sequences (1980)
- Mr X (1980)
- Searching for Heaven[англ.] (1981)
- Procession (1982)